# 沙治·奧利亞
沙治·阿兰·斯特凡纳·奧利亞（法語：Serge Alain Stéphane Aurier，發音：[sɛʁʒ oʁje]；1992年12月24日—），是一位科特迪瓦職業足球員。曾效力於土超球隊加拉塔沙雷。他也是科特迪瓦國家足球隊隊長。司職右閘。

## 技术特点
奥里耶体能充沛且身体强壮，解围和助攻能力也很不错。

## 榮譽
巴黎圣日耳曼
- 法國足球甲級聯賽冠軍：2014–15, 2015–16
- 法國盃冠軍：2014–15, 2015–16, 2016–17
- 法國聯賽盃冠軍：2014–15, 2015–16, 2016–17
- 法國超級盃冠軍： 2014, 2015, 2016

熱刺
- 歐洲冠軍聯賽亞軍 : 2018–19

象牙海岸國家隊
- 非洲國家盃冠軍：2015年[5]、2023

## 外部連結
- 沙治·奧利亞 – FIFA國際賽競賽紀錄 (存檔)
- 沙治·奧利亞在 National-Football-Teams.com 上的出场纪录
- Soccerway資料庫：沙治·奧利亞
- 足球数据库：沙治·奧利亞的球员统计数据
- 沙治·奧利亞 – 法國職業足球聯賽数据 – 支持法语（已存档）